# Fra la gente
Fra la gente (В людях) è un film del 1939, diretto da Mark Semënovič Donskoj. È il secondo film della trilogia dedicata dal regista alla figura di Maksim Gor'kij (gli altri due film sono L'infanzia di Gor'kij e Le mie università).

## Trama
Russia, seconda metà del XIX secolo.
Dopo la partenza dalla casa dei nonni di Nižnij Novgorod, il giovane Aleksej (Gor'kij), ancora soltanto un ragazzino, capita nella famiglia di alcuni parenti, gli Ivanov, che, nonostante la promessa di assumerlo come apprendista disegnatore tecnico - la professione di Viktor, uno dei tre figli della signora Ivanov - non manca di fargli pesare la sua provenienza da una famiglia ridotta alla mendicità, e lo impiega nei lavori più servili trattandolo con durezza.  Esistono tuttavia alcune figure amichevoli verso Aleksej: la lavandaia Natalya, la cui preoccupazione principale è fare studiare la figlia quattordicenne, convinta com'è che solo l'istruzione possa sollevare le persone dal duro destino a cui sono affidate, e una vicina di casa benestante, che, in cambio di alcuni servizi di baby-sitter svolti da Aleksej verso la piccola figlia di lei, lo ricompensa prestandogli dei libri (dapprima La regina Margot di Dumas, poi dei classici russi), leggendo i quali, di notte a lume di candela o, poiché gli Ivanov si lamentano del suo consumo di candele, giovandosi del riflesso della luce lunare sulla superficie levigata di una pentola, Aleksej riesce ad evadere dalla tristezza del quotidiano. Il giovane Gor'kij viene a sapere che ci sono alcuni libri proibiti dalle autorità, ma omette di riferire al prete che gli amministra la confessione la sua attività di lettura, peraltro invisa al resto della famiglia. Incidenti grandi e piccini si susseguono, come quando è accusato del furto del portafogli di un soldato ubriaco e allo sbando dopo aver appreso la notizia dell'assassinio dello zar nel 1881. Nonostante la visita dell'adorata nonna Akulina, Aleksej, tredicenne, decide di lasciare la famiglia ospitante.
Trova dapprima lavoro come sguattero su un vapore in servizio sul Volga e sul Kama, a bordo del quale fa conoscenza ed amicizia con il cuoco Smury, anch'egli amante della letteratura, che lo difende all'occorrenza dai soprusi, e insieme al quale legge il Taras Bul'ba di Gogol'. Smury tuttavia nulla può contro le maldicenze del cameriere di bordo, Sergeij, un ladro che, di nuovo, accusa Aleksej di furto presso il capitano, che lo licenzia. Più avanti Aleksej trova impiego nella bottega di un pittore di icone, ma anche qui le cose non vanno per il meglio ed il giovane Gor'kij lascia anche quest'occupazione.
Aleksei fa quindi ritorno temporaneamente a Nižnij Novgorod, reincontra i nonni e si imbatte dapprima in Natalya, fortemente provata per delle incomprensioni con la figlia: inaspettatamente la lavandaia, in uno stato d'animo profondamente mutato, tratta male il ragazzo, che pure la aveva difesa in occasione di una lite di strada in cui la donna era stata coinvolta. Aleksej si imbatte di seguito in Yakov, un suo zio che abitava con lui prima della sua partenza dalla città, che gli presenta un uomo, (uno dei tanti "stranieri nella propria patria, e tuttavia la parte migliore di essa"), l'ex primo basso della cattedrale di Kazan', licenziato, a suo stesso dire, a causa "del suo amore per la verità", che lo esorta a perseverare nell'onestà e nella franchezza. Aleksej si imbarca quindi di nuovo.

## Accoglienza
Un articolo del Guardian del 2011 pone all'ottavo posto di una classifica delle trilogie filmiche quella gorkiana di Donskoj.

## Riconoscimenti
- 1941: Premio Stalin al regista Mark Donskoj e all'attrice Varvara Massalitinova per Fra la gente e per L'infanzia di Gor'kij, il primo film della trilogia[13].
- 1948: Premio speciale dei giornalisti ai i tre film della trilogia su Gor'kij alla Mostra internazionale d'arte cinematografica di Venezia.
- 1954: Premio Richard Winnington ai i tre film della trilogia su Gor'kij all'Edinburgh International Film Festival [14].